# Brahima Doukansy
Brahima Doukansy, né le 21 août 1999 à Paris en France, est un footballeur français. Il évolue actuellement au Fotbal Club Petrolul Ploiești au poste de milieu de terrain.

## Biographie
D'origine malienne, Brahima Doukansy naît dans le 19e arrondissement de Paris. Il évolue au poste de milieu de terrain et signe son premier contrat professionnel en 2019 avec les Chamois niortais FC pour une durée de trois ans. En avril 2022, son agent est William Fekraoui.

## Statistiques
| Saison                | Club                  | Championnat           | Championnat | Championnat | Coupe(s) nationale(s) | Coupe(s) nationale(s) | Total | Total |
| Saison                | Club                  | Division              | M.          | B.          | M.                    | B.                    | M.    | B.    |
| 2018-2019             | Chamois niortais FC   | Ligue 2               | 4           | 0           | -                     | -                     | 4     | 0     |
| 2019-2020             | Chamois niortais FC   | Ligue 2               | 11          | 0           | 1                     | 0                     | 12    | 0     |
| 2020-2021             | Chamois niortais FC   | Ligue 2               | 28          | 1           | 2                     | 0                     | 30    | 1     |
| 2021-2022             | Chamois niortais FC   | Ligue 2               | 21          | 0           | -                     | -                     | 21    | 0     |
| Sous-total            | Sous-total            | Sous-total            | 64          | 1           | 3                     | 0                     | 67    | 1     |
| 2022-2023             | Aubagne FC            | National 2            | 20          | 0           | 3                     | 0                     | 23    | 0     |
| Sous-total            | Sous-total            | Sous-total            | 20          | 0           | 3                     | 0                     | 23    | 0     |
| 2023-2024             | Nîmes Olympique       | National              | 27          | 0           | 3                     | 0                     | 30    | 0     |
| Sous-total            | Sous-total            | Sous-total            | 27          | 0           | 3                     | 0                     | 30    | 0     |
| Total sur la carrière | Total sur la carrière | Total sur la carrière | 111         | 2           | 9                     | 0                     | 120   | 2     |